# Haro-Straße
Die Haro-Straße (englisch Haro Strait) ist eine rund 40 Kilometer lange und 20 Kilometer breite Wasserstraße des Pazifischen Ozeans im südwestlichen Teil British Columbias, die Vancouver Island und die San Juan Islands trennt. Der Verlauf der Straße bildet hier die Grenze zwischen Kanada und den Vereinigten Staaten.
Gleichzeitig ist der Schifffahrtsweg einer der am stärksten frequentierten an der nordamerikanischen Westküste, da er die Hauptzufahrtsroute zum Hafen von Vancouver und in die Straße von Georgia bildet.

## Definition
Der USGS definiert den Verlauf beziehungsweise die Grenzen der Haro-Straße wie im Folgenden beschrieben.
Im Südwesten bildet Discovery Island, vor Victoria, den einen Eckpunkt und das südliche Ende von San Juan Island den anderen Eckpunkt. Im Norden wird die Grenze der Haro-Straße durch eine Linie beginnend am nördlichen Ende der Saanich Peninsula von Vancouver Island und dann entlang der Inseln Piers Island, Portland Island, Moresby Island, Stuart Island und Henry Island zum nördlichen Ende von San Juan Island gebildet.
Nach dieser Definition geht die Haro-Straße an ihrem nördlichen Ende jedoch nicht direkt in die Straße von Georgia über, sondern die beiden werden erst durch die Boundary Pass verbunden.
Andere Definitionen der Straße beziehen die Boundary Pass in die Beschreibung der Haro-Straße mit ein.

## Geschichte
Nach der am weitesten verbreiteten Version erhielt die Straße ihren Namen im Jahr 1790 vom spanischen Entdecker und Kapitän Manuel Quimper (1757–1844) zu Ehren seines Navigators Gonzalo López de Haro. Eine abweichende Version bezieht sich auf den Erzbischof von Mexiko (1772 bis 1800) Alonso Núñez de Haro y Peralta, der für den Namen Pate gestanden haben soll.
Bevor die Straße von europäischen Entdeckern ihren Namen erhielt, waren sie und die dort liegenden Inseln jedoch bereits Jagd- und Siedlungsgebiet verschiedener First Nation, wie der Lummi, der Saanich oder der Klallam.
1846 wurde mit dem sogenannten Oregon Treaty die Grenze zwischen den USA und Großbritannien, entlang des 49. Breitengrades, in der Mitte des Kanals, der den Kontinent von Vancouver Island trennt, und in der Mitte der Juan-de-Fuca-Straße bis zum Pazifischen Ozean festgelegt. Durch die vielen dort gelegenen Inseln gibt es zwei Wasserstraßen, die durch die Mitte des Kanals führen, zum einen die Haro Strait westlich der San Juan Islands und zum zweiten die Rosario Strait entlang der Ostseite der Inselgruppe. Um den genauen Verlauf der Grenze brach 1859 ein „Krieg“ aus, der Schweinekonflikt. Mit dem am Ende erzielten Kompromiss wurde die Haro-Straße zur Grenze.
Auf der in der Haro-Straße gelegenen Insel D'Arcy Island war in der Zeit von 1894 bis 1924 eine Leprakolonie für chinesische Immigranten untergebracht.

## Klima
Das Klima und die Wassertemperaturen in der Haro-Straße entsprechen grundsätzlich dem des umliegenden Gebiets der Straße vom Georgia, der Juan-de-Fuca-Straße sowie der Rosario-Straße. Nach der Klimaklassifikation nach Köppen ist das Klima mediterran (Csb).

## Fauna
Neben Schwertwal und Stellerscher Seelöwe finden sich hier auch verschiedene Lachsarten sowie andere Fische. Ebenfalls können zahlreiche Seevögel gesichtet werden, zum Beispiel die Trottellumme.